# Dryopteris de
Dryopteris de là một loài dương xỉ trong họ Dryopteridaceae. Loài này được Vriesei Ros. mô tả khoa học đầu tiên năm 1917.
Danh pháp khoa học của loài này chưa được làm sáng tỏ. 